# 副省级自治州
“副省级自治州”，是对中华人民共和国一类特殊的自治州的俗称。此类自治州同时管辖县级行政区和地级行政区。1956年至1958年期间，广西省桂西僮族自治州曾一度明确为副省级自治州，直接管辖16个县级行政区，同时管辖地级百色专区、宜山专区。
目前，新疆维吾尔自治区伊犁哈萨克自治州是现存唯一既辖地区、又辖县市的自治州，历史上曾明确为行署区级自治州。但1987年《伊犁州人大和人委组织条例》废止及1988年行署区全面取消后，该州行政级别问题失去法规层面依据。目前，伊犁州官方对行政级别的回应为该州属于“副省级建制”。但该州州长、人大常委会主任按正地厅级配置，法院院长、检察院检察长按副地厅级配置。

## 伊犁州行政级别问题
1953年4月，中共中央批准的《新疆省民族区域自治实施计划草案》确定：以伊犁、塔城、阿勒泰3个专区建立以哈萨克为主的自治区，其行政地位相当于行政公署一级。1953年12月，经政务院批准成立伊犁哈萨克自治区，辖伊犁、塔城、阿山3个专区，属新疆省人民政府领导，行政地位相当于当时的行政公署一级。1954年11月，伊犁哈萨克自治区依宪法规定改为自治州，仍辖伊犁、塔城、阿勒泰3个专区。1984年9月，国务院又批文重申伊犁哈萨克自治州管辖伊犁、塔城、阿勒泰3个地区。1987年，全国人大常委会决定废止《伊犁哈萨克自治州各级人民代表大会和各级人民委员会组织条例》。1988年，广东省海南行政区升格为海南省，行署区彻底退出中华人民共和国行政区划序列。此后，伊犁州设置地区行政公署权限、行政级别等失去法律法规依据。1989年，全国人民代表大会民族委员会答复新疆全国人大代表提案时表示，伊犁哈萨克自治州设立派出机关的法律依据问题“建议在制定新疆维吾尔自治区自治条例和伊犁哈萨克自治州自治条例时作出规定”，“新疆维吾尔自治区党委和政府领导同志都表示……自治州领导干部配备和待遇问题也要适当解决”。
伊犁州2009年出版的《伊犁哈萨克自治州概况》指出，1987年经自治区党委和人民政府批准，伊犁州行政待遇调整，人大常委会主任、州长享受副省级待遇，政府各部门各级负责人按隶属关系享受副地级以下待遇，副地级以上职位由自治区任命。2023年9月11日，伊犁州政务服务管理局在人民网领导留言板上回复网友提问时，称“经核实，伊犁州的行政级别为正厅级”。其后，该局修改回复，表示“经伊犁州政务服务管理局核实，伊犁州的行政级别为副省级建制”。
但另一方面，当前伊犁州党委书记、州人大常委会主任、州人民政府州长个人明确为正地厅级，自治区高级法院伊犁州分院院长、人民检察院检察长个人则明确为副地厅级。同时，民政部行政区划统计中，则将伊犁州列为地级行政区（自治州）。
目前，伊犁哈萨克自治州实际管辖8个州直管县（自治县）和3个县级市，名义上还同时管辖塔城、阿勒泰2个地区行政公署。但是，伊犁州目前对其下属两个地区的党、政领导没有任免权限。其下属两个地区的党政领导任命由自治区党委组织部进行。